# 2984 Chaucer
2984 Chaucer је астероид главног астероидног појаса са средњом удаљеношћу од Сунца која износи 2,469 астрономских јединица (АЈ).
Апсолутна магнитуда астероида је 13,1.